# 戈韋鎮區 (愛荷華州奧西歐拉縣)
戈韋鎮區（英語：Goewey Township）是位於美國愛荷華州奧西歐拉縣的一個行政鎮區。

## 地方資料
根據2010年美國人口普查的數據，戈韋鎮區的面積為93.79平方千米，當中陸地面積為93.79平方千米，而水域面積為0.00平方千米。當地共有人口205人，而人口密度為每平方千米2.19人。